# 臺南市玉井區玉井國民小學
23°07′17″N 120°27′32″E / 23.121423°N 120.458882°E
臺南市玉井區玉井國民小學（簡稱玉井國小）為臺灣臺南市玉井區的一所市立國民小學，歷史可追溯至1906年設立的噍吧哖公學校。

## 校史
玉井在日治時期初期曾為地方的行政中心，設有噍吧哖辨務署，地方人士因此希望可以設置國語傳習所，臺南縣知事磯貝靜藏在1898年2月12日向臺灣總督府申請設立國語傳習所分教場。「臺南國語傳習所噍吧哖分教場」於1898年4月11日舉行開場式，隔日開始上課。然而，國語傳習所在1898年10月改制為公學校時，可能因地方的預算負擔等問題，而未繼續興辦學校。
1906年1月12日，六年制的「噍吧哖公學校」設立經總督府許可，同年4月2日借用當地的廟宇開始上課，其位置大概是現在的玉井區公所。1911年1月10日，改為4年制。1919年4月再改為六年制。1921年4月1日，改稱「玉井公學校」。1937年4月1日，設立「九層林分教場」。1940年12月23日，新校舍落成，公學校搬到玉井國小現址。1941年4月1日，改制為「玉井西國民學校」。
二戰後，於1946年1月15日改稱「玉井鄉第一國民學校」。1947年1月15日改稱「玉井國民學校」。於1958年被臺南縣政府指定為示範學校。1968年8月1日，因九年國民教育實施而改稱「玉井國民小學」至今。 

## 歷任校長
噍吧哖公學校
- 仲田朝由：1906年~1908年，兼任臺南尋常高等小學校教諭，原任大稻埕公學校教諭，後任埔姜頭公學校長
- 萬羽三次郎：1908年~1912年，原任臺南第二公學校教諭，後任阿公店公學校長
- 佐藤信久：1913年~1918年，原任大社公學校頂茄萣分校教諭，後任北門嶼公學校學校長
- 近藤信陽：1920年，原任北門嶼公學校長，後任蔴荳第二公學校長

玉井公學校、玉井西國民學校
- 鈴木徹：1921年，原任六甲公學校教諭，後任南化公學校長
- 沖元謙市：1922年~1927年，原任南化公學校長，後任中洲、大潭公學校長
- 鶴川三鶴：1928年，兼任玉井尋常小學校長，原任茄拔公學校長，後任臺南州內務部教育課囑託
- 古閑昇：1929年~1935年，兼任玉井尋常小學校長，原任白河公學校訓導，後任西螺女子公學校長
- 見山滿：1936年~1937年，兼任玉井尋常小學校長，原任媽祖廟公學校長，後任埤頭埧公學校長
- 中井武夫：1937年4月~1944年6月，原任埤頭埧公學校長，後任安平東國民學校長[3][6]

## 外部連結
- 臺南市玉井區玉井國民小學